# 昼間特割きっぷ

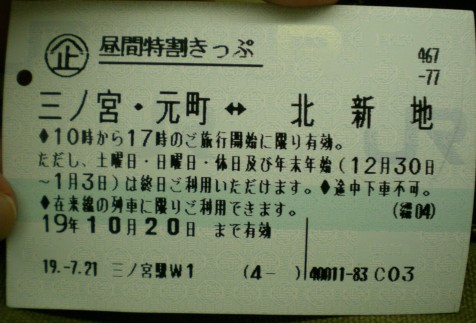
昼間特割きっぷ（マルス発行）

昼間特割きっぷ（ひるまとくわりきっぷ）は、西日本旅客鉄道（JR西日本）が発売していた特別企画乗車券（トクトクきっぷ）である。発売駅の自動券売機では「昼間特割回数券」と表示されていた。
2018年9月30日をもって発売を終了した。

## 概要
普通運賃と比較して割引率が高く設定された回数券タイプの企画乗車券で、6枚（6回/人の利用が可能）を一組として販売されていた。
JRでは珍しい利用可能時間が限られた「時差回数券」であった。大人用のみの設定で小児用の設定は無いが、1券片につき小児2名の乗車が可能であった。
普通乗車券（普通運賃）と当きっぷ1枚当たりの価格とを比較した場合、大阪 - 北伊丹間は普通運賃320円・当きっぷは170円/枚で割引率46.875%、京都 - 大阪間は普通運賃560円・当きっぷ350円/枚で37.5%（同）などとなっていた。
払い戻しは、全券片が未使用かつ有効期限内に限り可能だが、手数料220円が必要となる。1枚でも使用すると払い戻しできなかった。
- 発売期間 : 通年
- 利用可能期間 : 通年
- 利用可能時間 : 平日の10時から17時の入場まで、および土曜・日曜・祝日および年末年始（12月30日から1月3日）の始発～終電。
- 有効期限 : 発売日より3ヶ月
- 発売箇所 : 設定区間の発着駅のみどりの券売機を含む自動券売機（塚口駅ではみどりの券売機が設置されていないため、みどりの窓口でも発売していた）。旅行会社など駅以外の箇所では一切発売されていなかった。

## 設定区間と発売額
以下の路線において、複数の区間のものが設定されている。同区間の新幹線には乗車できない。※設定の詳細は、JRのウェブサイトなどを参照。
- JR京都線（東海道本線） 京都 - 大阪（ただし、吹田駅・岸辺駅・JR総持寺駅・向日町駅・桂川駅を除く）
- JR神戸線（東海道本線） 大阪 - 元町（ただし、摩耶駅・灘駅を除く）
- JR宝塚線（福知山線） 尼崎 - 宝塚（ただし、中山寺駅を除く）
- JR東西線 北新地・尼崎のみ

発売は設定区間の発着駅に限られており、他駅を発着する区間のきっぷは発売していなかった。また、旅行会社など駅以外の箇所では一切発売していなかった。
大部分の区間は単駅の発着として設定されていたが、以下の例外があった。
- 尼崎以遠（立花・塚口方面） - 大阪または北新地間のきっぷについては、大阪・北新地のどちらの駅でも乗降可能である。ただし、大阪発着のものは新福島 - 加島間各駅では乗降できない。北新地発着のものは、塚本では乗降できない。
- 三ノ宮と元町はひとまとめにされており、「大阪⇔三ノ宮・元町」のような区間として設定されていた。

2000年代初期には岡山・福山エリアや広島・山口エリアでも同様の商品「昼割きっぷ・岡山」「昼割きっぷ・広島」が発売されたことがあったが短期間に終わっている。

## 発売の経緯と利用実態
元々私鉄との競争において大きく水をあけられていた日本国有鉄道（国鉄）大阪鉄道管理局が、1983年（昭和58年）に打ち出した対抗策であり、JR西日本にも継承された。例えば、大阪（梅田） - 三ノ宮（神戸三宮）間の運賃を比較した場合、2014年時点ではJRの通常片道運賃が410円、阪急電鉄と阪神電気鉄道の通常片道運賃が320円と差があるが、当きっぷでは1枚あたりの値段が270円と大幅に安くなる。
なお、当時でも私鉄各社も時差回数券や土休日回数券などを発売していたことから、土曜・休日は各社の土・休日回数券などの方が割引率が高い場合があったこともあわせて、関西圏におけるJRと私鉄との競争例の一つとなっていた。こういった実態に対し、朝日新聞は当きっぷなどの普及が関西圏におけるICカード乗車券（ICカード＝ICOCA・PiTaPaおよび共通利用可能なカード、以下同じ）の利用率が関東圏の半分程度（全体の4割程度とされる）に留まっていることと関連しているのではないかとの分析を報じた。この理由として同紙は、関西圏では当きっぷなどの回数券形の割引乗車券が普及しており、乗車時の割引がないICカードの利用率が低い原因ではないかと分析しており、鉄道コンサルタントの至道薫の意見として「ICカードを使った方がより便利でお得な仕組みにしないと普及は進まないのでは」との見解が紹介されていた。
2015年10月1日発売開始分より12枚綴りから6枚綴りへ変更され利便性が増進した半面、発売価格の見直し（割引率の低減）や設定区間が縮小された。また、2018年10月からICOCAによる新たな近距離利用促進サービスとして、利用区間や回数に応じたポイント割引制度である「ICOCAポイントサービス」を導入。これに合わせて当きっぷは2018年9月をもって発売終了した。

## 利用方法
在来線の普通・快速・新快速などに利用できた。また、別途料金券（特急券・グリーン券など）を購入すれば特急列車なども利用可能であったが、新幹線は乗車できなかった（企画乗車券ではなかった普通回数券などの場合は新幹線の利用も可能であった）。
平日は、午前10時から午後5時の間に利用開始（改札を通過）する場合に限り有効で、上記の時間帯に入場すれば当日中（終電まで）有効であった。なお、平日以外と特定期間については終日利用が可能であった。
乗車区間の変更はできないため、券面区間外に乗り越したときは当該区間の乗車券を別途購入する必要があるほか、途中駅で下車すると前途は無効となっていた。
なお、複数の当きっぷや他の企画乗車券などとの併用も可能（区間が繋がっていることが必須）であり、着駅の自動改札機で同時に投入することも可能（3枚まで）であった。
また、ICOCAとの併用も可能となっており、例えば入場時にICOCAを使用し、降車駅の自動精算機で当きっぷを使った精算をすることも可能であったが、この場合平日は17時までに精算しなければならなかった。